# 威氏岩遊䲁
威氏岩遊䲁（學名：Enneanectes wilki），為輻鰭魚綱䲁形目三鰭䲁科岩遊䲁屬的一個種，分布於中西大西洋多米尼克海域，深度2至55公尺，本魚體細長，腹部、胸鰭基部和頰部裸露，成年人的眶前骨有棘，吻鈍，後孔鱗上面有3排鱗片，體側有5條深色條紋，臀鰭有4-6個深色斑塊，尾鰭上有暗紅色的帶紋，背鰭3個，背鰭硬棘15枚、背鰭軟條8枚、臀鰭硬棘2枚、臀鰭軟條16枚，體長可達1.7分，棲息在礁石區，雌魚產附著性卵在藻類築的巢，雄魚會守護卵，幼魚為浮游性，生活習性不明。